# Râul Diyala
Diyala (persană: diyālah, دیاله; ar.: nahr ad-Diyālā, نهر ديالى ; kurdă: sīrwān, سيروان) este un afluent al Tigrului cu o lungime de 445 de kilometri.

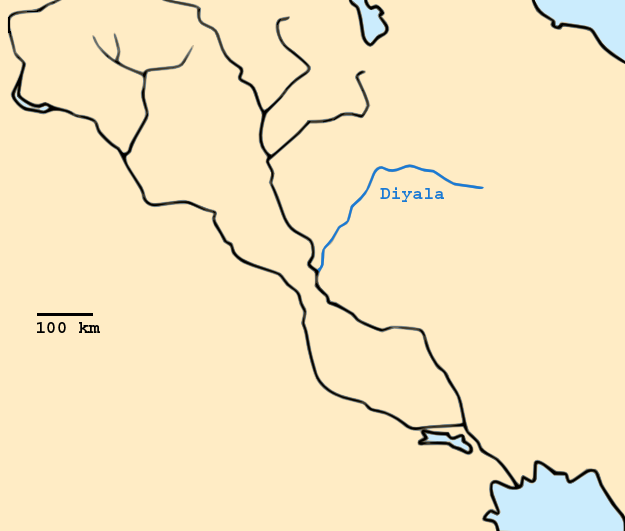